# Quintin Craufurd
Quintin Craufurd (* 22. September 1743 in Kilwinning, Ayrshire (Schottland); † 23. November 1819 in Paris) war ein britischer Kunstsammler und Schriftsteller.

## Leben

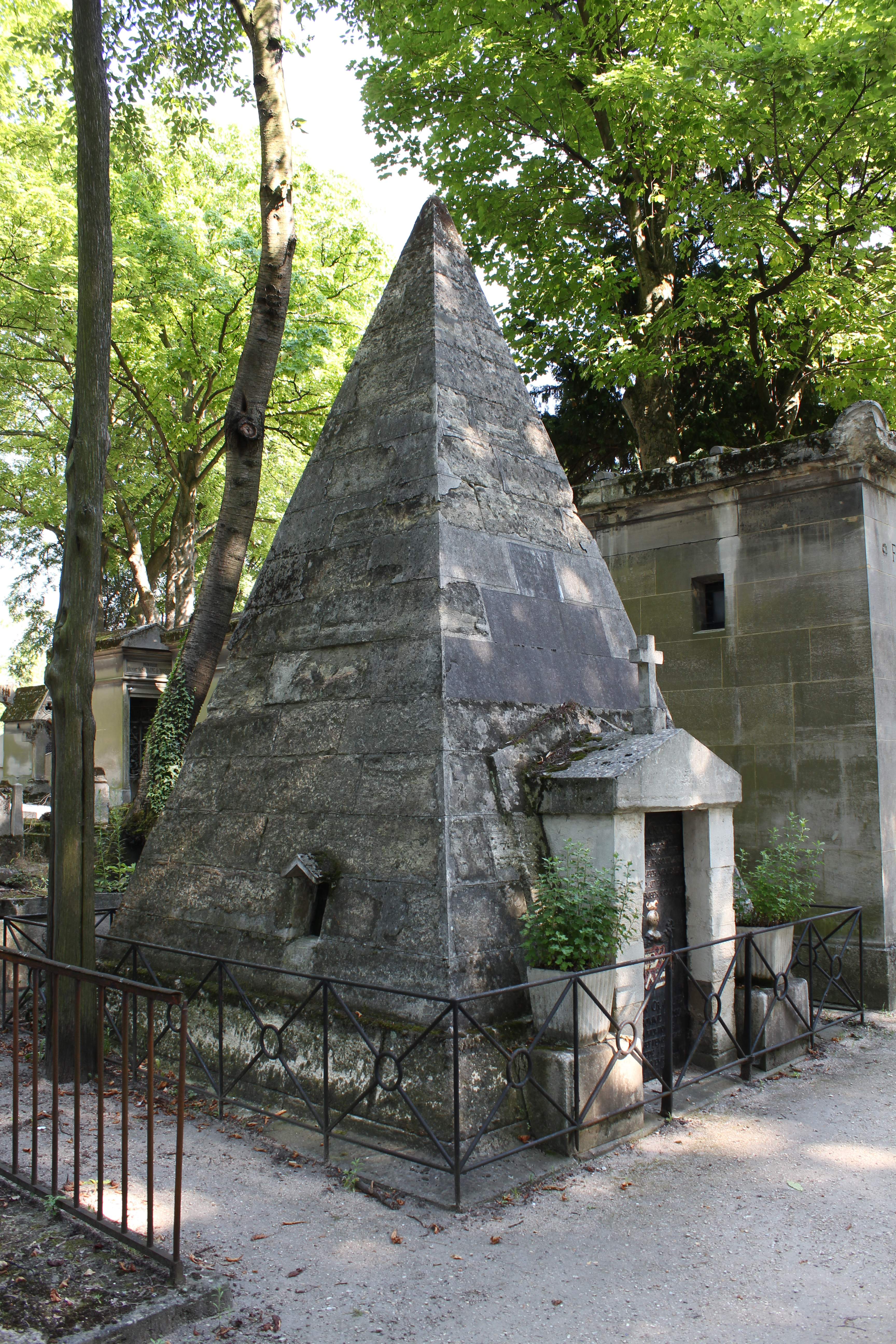
Mausoleum von Quintin Craufurd am Friedhof Père-Lachaise

Bereits in jungen Jahren ging Craufurd nach Indien, wo er in die Dienste der East India Company trat.
Nachdem er sich dort ein stattliches Vermögen erworben hatte, ging er im Alter von 40 Jahren zurück nach Europa, wo er sich in Paris niederließ. Hier widmete er sich der Kunst und Literatur, baute sich eine gute Bibliothek auf und sammelte Gemälde, Münzen und andere Antiquitäten.
Er hatte vertrauten Umgang mit dem französischen Hof, besonders mit Königin Marie-Antoinette und gehörte zu den Personen, die die Flucht nach Varennes vorbereiteten.
Nach dem Ausbruch der Französischen Revolution floh er nach Brüssel, kehrte aber 1792 kurzzeitig nach Paris zurück in der vergeblichen Hoffnung, die königliche Familie aus der Gefangenschaft retten zu können.
Er lebte dann wie viele französische Emigranten in England im Exil, bis der am 27. März 1802 zwischen Großbritannien und Frankreich geschlossene Friede von Amiens seine Rückkehr nach Paris möglich machte.
Nach dem erneuten Kriegsausbruch am 18. Mai 1803 ermöglichte ihm der Einfluss Talleyrands in Paris zu bleiben.
Er veröffentlichte zahlreiche Werke, u. a. eine Kulturgeschichte von Indien, er schrieb über Gemälde seiner Sammlung sowie über die französische Revolution.
Er verstarb 1819 in Paris.

## Veröffentlichungen
- Sketches, chiefly relating to the history, religion, learning and manners o the Hindoos: with a concise account of the present state of the native powers of Hindostan. London 1790.
- The history of the Bastile: with a concise account of the late revolution in France. To which is added, an appendix containing, among other particulars, an enquiry into the history of the prisoner with the mask. London 1790.
- Esquisses de l’histoire des Indiens. Dresden 1791.
- Histoire de la Bastille avec un appendice contenant entr' autres choses une discussion sur le prisonnier au masque de fer. Trad. sur la seconde éd. de l’original anglois. 1798.
- Essai historique sur le docteur Swift, et sur son influence dans le gouvernement de la Grande-Bretagne, depuis 1710, jusqu'à la mort de la reine Anne, en 1714: suivi de notices historiques sur plusieurs personnages d’Angleterre célèbres dans les affaires et les lettres. Paris 1808.
- Mémoires de Madame Du Hausset, femme de chambre de madame de Pompadour: avec des notes et des éclaircissemens historiques (1808).
- Notice sur Marie Antoinette (1809)
- Mélanges d’histoire, de litterature ...,tirés d’un Portefeuille. 1809
- Essai sur la littérature francaise, écrits pour l’usage d’une dame étrangére, compatriote. Paris 1815.
- On Pericles and the arts in Greece, previously to, and during the time he flourished: being a chapter of a manuscript essay on the history of Greece. London 1817.
- Researches concerning the Laws, Theology, Learning and Commerce of Ancient and Modern India (1817)
- Notice sur la duchesse de la Vallière, extraite du catalogue raisonné de la collection de portraits de M. Craufurd. Paris 1818.
- Notices sur Marie Stuart, reine d’Écosse et sur Marie-Antoinette, reine de France / extraites du catalogue raisonné de la collection de portraits de M. Craufurd. Paris 1819.
- Secret History of the King of France and his Escape from Paris (veröffentlicht 1885)

Katalog der Versteigerung seiner Kunstsammlung nach seinem Tod:
- Catalogue de tableaux, gouaches, miniatures … et autres articles de haute curiosité, composant le cabinet de feu M. Quintin Craufurd, dont la vente aura lieu le 20 novembre [1820] et jours suivans, etc. (Par MM. Delaroche et Chles. Paillet.) Paris 1820.